# Борисенко, Семён Иванович
Семён Иванович Борисенко (5 февраля 1900 года, село Малая Белозёрка, ныне Васильевский район, Запорожская область — 1992 год, Владивосток) — советский врач-хирург, Герой Социалистического Труда (9 марта 1966 года).
Майор медицинской службы. Заслуженный врач РСФСР (1951 год).

## Биография
Семён Иванович Борисенко родился 5 февраля 1900 года в селе Малая Белозерка ныне Васильевского района Запорожской области.
В 1930 году окончил Днепропетровский медицинский институт, после чего работал ординатором хирургического отделения посёлка Молочанск (ныне город в составе Токмакского района, Запорожской области).
С 1932 года работал заведующим хирургический отделением и главным врачом больницы в селе Лесное (ныне в составе Васильевского района Запорожской области), а в 1934 году назначен на должность заведующего хирургическим отделением в больнице города Токмак.
В августе 1938 года призван в ряды РККА, после чего находясь на должности начальника хирургического отделения госпиталя, принимал участие в боевых действиях у озера Хасан Приморского края.
В 1940 году назначен на должность начальника хирургического отделения военного госпиталя № 311 в городе Спасск-Дальний (Приморский край).
В 1941 году Борисенко вступил в ряды ВКП(б). В августе 1945 года в составе войск 1-го Дальневосточного фронта принимал участие в боевых действиях в ходе советско-японской войны.
В 1946 году назначен на должность заведующего хирургическим отделением и заместителя главного врача по медицинской части Владивостокской городской больницы, в 1949 году — на должность главного хирурга Приморского края, а в 1955 году — на должность заведующего хирургическим отделением Приморской краевой больницы.
В 1958 году направлен во Владивостокский медицинский институт, где был назначен на должность заведующего кафедрой, а в 1964 году — на должность ассистента кафедры госпитальной хирургии.
Указом Президиума Верховного Совета СССР от 9 марта 1966 года за особые заслуги в развитии народного хозяйства, науки и культуры Приморского края Семёну Ивановичу Борисенко присвоено звание Героя Социалистического труда с вручением ордена Ленина и медали «Серп и Молот».
Вскоре после награждения вышел на пенсию.
Умер в 1992 году во Владивостоке.

## Награды
- Медаль «Серп и Молот» (09.03.1966);
- Орден Ленина (09.03.1966);
- Орден Отечественной войны 2 степени (11.03.1985);
- Орден Трудового Красного Знамени;
- Орден Красной Звезды (25.09.1945);
- Медали.
- Заслуженный врач РСФСР (1951).